# 人民行动党 (瓦努阿图)
人民行动党（英语：The People's Action Party (PAP)，法语：Parti de l'Action Populaire）是瓦努阿图的一个政党。此黨是因為2002年的議會選舉時奧巴島選區的議員候選人提名爭議，而由彼得· 武塔2003年時在奧巴島創立，並曾經在萬那杜議會中擁有席次。該黨主要專注於奧巴島和盧甘維爾的經營，但是其總部設於萬那杜的首都維拉港。

## 政策與理念
該黨鼓勵人們一天工作八小時、一周五天、一年五十二周，並鼓勵黨員種植200種生產性的植物。同時也認為應優先考慮人類發展、基礎建設、穩定性和前瞻性的計畫，以及支持以計畫生育減緩人口增長與給老人的醫療保險。

## 選舉
在2004年7月6日舉行的議會選舉上，该党由彼得· 武塔赢得了52个席位中的1个席位，並擔任了聯合政府的黨鞭。在2008年舉行的議會選舉中，它維持了上次的1個席位，並繼續參與了聯合政府，分配到了農業部長。不過在2012年舉行的議會選舉中，它失去了所有的席位，至於原本該黨唯一的一席議員，即彼得· 武塔，則是以獨立候選人的身分於該次選舉當選了萬那杜議會的議員。